# Bureau de sauvetage des otages yézidis
Le bureau de sauvetage des otages yézidis (en anglais : Kidnapped Yazidi Rescue Office), est une organisation destinée au sauvetage des membres de la communauté Yézidis, pris en otage par Daech.

## Historique
Le bureau est créé en octobre 2014 par le premier ministre kurde Nechirvan Barzani. 
En 2018, sur les 6 417 otages, 3 334 d’entre eux (essentiellement des femmes et des enfants) ont été libérés par le bureau.
En 2019, on estime le nombre d'otages restant à 3 000 personnes, situés en Syrie, en Turquie et en Irak.

## Fonctionnement
Le bureau, basé à Dohuk dans le Kurdistan irakien, est composé de deux équipes : une équipe administrative (huit personnes) et une équipe opérationnelle (une vingtaine de personnes) qui travaillent, de la prise de contact jusqu'à l'organisation du sauvetage et de l'exfiltration à l'aide de passeurs.
Il est dirigé par Hussein Alqaidi.